# Campionato australiano di scacchi
Il Campionato australiano di scacchi (Australian Chess Championship) è un torneo che si svolge in Australia per determinare il campione nazionale di scacchi. È organizzato dalla Federazione australiana degli scacchi (Australian Chess Federation).
Gran parte dei partecipanti sono australiani, ma in alcune edizioni sono stati ammessi anche scacchisti di altri paesi. In tal caso il titolo di "campione australiano di scacchi" viene attribuito al giocatore australiano con la migliore classifica.
Si gioca normalmente con il sistema svizzero ad inviti. Nel caso in cui due o più giocatori terminano a pari punti viene giocato un play-off di spareggio. Il primo campionato australiano open, a cui possono partecipare entrambi i sessi, si è svolto a Melbourne nel 1885. 
Il campionato femminile ha avuto inizio nel 1966. Nei primi anni era un torneo a sé stante, ma ultimamente il titolo di "campionessa australiana di scacchi" viene attribuito alla giocatrice con il miglior punteggio nell'"Australian Open", un torneo annuale a cui possono partecipare giocatori di ogni paese.

## Albo dei vincitori
| Anno | Città      | Vincitore/i                      |
| ---- | ---------- | -------------------------------- |
| 1885 | Melbourne  | Frederick K. Esling              |
| 1887 | Adelaide   | Henry Charlick                   |
| 1888 | Melbourne  | William Crane                    |
| 1893 | Sydney     | Albert E. Wallace                |
| 1895 | Melbourne  | Albert E. Wallace                |
| 1896 | Sydney     | Albert E. Wallace                |
| 1897 | Warnambool | William Crane                    |
| 1898 | Sydney     | Julius Leigh Jacobsen            |
| 1906 | Perth      | William S. Viner                 |
| 1912 | Sydney     | William S. Viner                 |
| 1913 | Bellingen  | William S. Viner                 |
| 1922 | Melbourne  | Charles G. Watson                |
| 1924 | Brisbane   | William S. Viner                 |
| 1926 | Sydney     | Spencer Crakanthorp              |
| 1927 | Perth      | Spencer Crakanthorp              |
| 1931 | Melbourne  | Charles G. Watson                |
| 1933 | Sydney     | Gary Koshnitsky                  |
| 1935 | Melbourne  | Cecil Purdy                      |
| 1937 | Perth      | Cecil Purdy                      |
| 1939 | Sydney     | Gary Koshnitsky                  |
| 1945 | Sydney     | Lajos Steiner                    |
| 1947 | Adelaide   | Lajos Steiner                    |
| 1949 | Melbourne  | Cecil Purdy                      |
| 1951 | Brisbane   | Cecil Purdy                      |
| 1953 | Hobart     | Lajos Steiner                    |
| 1955 | Perth      | John Purdy                       |
| 1957 | Melbourne  | Karlis Ozols / L. Suchowolski[3] |
| 1959 | Hobart     | Lajos Steiner                    |
| 1960 | Adelaide   | Lucius Endzelins                 |
| 1963 | Perth      | John Purdy                       |
| 1965 | Hobart     | Douglas Hamilton                 |
| 1967 | Brisbane   | Douglas Hamilton                 |
| 1969 | Melbourne  | Walter Browne                    |
| 1970 | Sydney     | Alfred Flatow                    |
| 1972 | Melbourne  | Maxwell Fuller / Trevor Hay[4]   |
| 1974 | Cooma      | Robert M. Jamieson               |
| 1976 | Sydney     | Serge Rubanraut                  |
| 1978 | Perth      | Robert M. Jamieson               |
| 1980 | Adelaide   | Ian Rogers                       |
| 1982 | Melbourne  | Douglas Hamilton                 |
| 1984 | Sydney     | Darryl Johansen                  |
| 1986 | Toowoomba  | Ian Rogers                       |
| 1988 | Gosford    | Darryl Johansen                  |
| 1990 | Sydney     | Darryl Johansen                  |
| 1992 | Melbourne  | Aleksandar Wohl                  |
| 1994 | Melbourne  | John-Paul Wallace                |
| 1996 | Sydney     | Guy West                         |
| 1998 | Melbourne  | Ian Rogers                       |
| 2000 | Tumbi Umbi | Darryl Johansen                  |
| 2002 | Melbourne  | Darryl Johansen                  |
| 2004 | Adelaide   | Gary Lane                        |
| 2006 | Brisbane   | Ian Rogers                       |
| 2008 | Parramatta | Stephen Solomon                  |
| 2010 | Sydney     | Zong-Yuan Zhao                   |
| 2012 | Geelong    | Darryl Johansen                  |
| 2014 | Springvale | Max Illingworth [5]              |
| 2016 | Melbourne  | Bobby Cheng                      |
| 2018 | Sydney     | Max Illingworth                  |
| 2020 | Sydney     | Temur Kuybokarov                 |
| 2022 | Gold Coast | Temur Kuybokarov                 |
| 2024 | Adelaide   | Rishi Sardana                    |
| Anno | Vincitrice                                                |
| ---- | --------------------------------------------------------- |
| 1966 | Marion McGrath                                            |
| 1969 | Marion McGrath                                            |
| 1972 | Narelle Kellner                                           |
| 1974 | Narelle Kellner                                           |
| 1976 | Marion McGrath                                            |
| 1978 | Lynda Pope                                                |
| 1980 | Marion McGrath                                            |
| 1982 | Anne Slavotinek                                           |
| 1984 | Anne Slavotinek                                           |
| 1986 | Josie Wright                                              |
| 1988 | Carin Craig                                               |
| 1990 | Josie Wright                                              |
| 1992 | Katrin Aladjova                                           |
| 1994 | Boglarka Remenyi, Liz Ports, Narelle Szuveges, Lee Fraser |
| 1995 | Dana Nutu-Gajic                                           |
| 1996 | Biljana Dekic, Ngan Phan-Koshnitsky                       |
| 1998 | Ngan Phan-Koshnitsky                                      |
| 1999 | Irina Feldman                                             |
| 2002 | Narelle Szuveges                                          |
| 2003 | Slavica Sarai                                             |
| 2015 | Heather Richards                                          |
| 2017 | Alexandra Jule                                            |
| 2019 | Julia Ryjanova                                            |
| 2023 | Leah Rice                                                 |

## Campione di scacchi per corrispondenza
1. Cecil Purdy (1937-1939)
2. Cecil Purdy (1946-1948)
3. Romanas Arlauskas (1948-1950)
4. Max Salm (1953-1955)
5. Karlis Ozols, John Kellner (1956-1959)
6. John Kellner (1959-1961)
7. Lloyd Fell (1961-1963)
8. Allan Miller, Max Salm  (1964-1966)
9. Clive Barnett (1967-1969)
10. Peter Thompson (1970-1972)
11. Michael Woodhams, (1973-1975)
12. Irvis Venclovas, Greg Ware  (1975-1977)
13. Norton Jacobi ¨Roy Weigand  (1977-1979)
14. Kevin Harrison  (1979-1981)
15. Simon Jenkinson (1981-11983)
16. Llotd Fell  (1983-1985)
17. Guy West (1985-1987)
18. Frank Hutching (1987-1989)
19. Jose Silva (1989-1991)
20. Frank Hutching (1991-1993)
21. Bill Jordan (1993-1995)
22. Clive Barnett, Stewart Booth (1995-1997)
23. Mike Juradowith (1997-1999)
24. Stewart Booth (1999-2001)
25. Gary Benson (2001-2003)
26. Ralph Basten  (2002-2005)
27. (2003-2005)
28. Bruce Oates  (2004-2007
29. Clive Barnett, John Fenwick (2005-2009) [6]
30. Clive Barnett   (2006-2008)  [7]
31. E.  B.   Morgan  (2007-2011)  [7]
32. Jofn Fenwick (2008-2010     [8]
33. Simon Jenkinson (2010-2011)  [9]
34. Clive Murden (2012-2014)  [10]
35. Colin Mckenzie (2013-2014)  [11]
36. Colin Mckenzie (2014-2016)  [12]
37. Barrie Mulligan (2015-2018)  [13]
38. Richard Egelstaff (2016-2018)  [14]
39. Barrie Mulligan (2017-2018)  [15]
40. Joe Tanti (2018-2020)  [16]
41. Barrie Mulligan (2019-2020)  [17]
42. Erik Staak (2020-2021)  [18]
43. Simon Jenkinson (2021-2022)  [19]
44. Simon Jenkinson, Eric Staak (2022-2023)  [20]